# Maïswortelboorder
De maïswortelboorder of maïswortelkever (Diabrotica virgifera) behoort tot de bladkevers (Chrysomelidae) en komt van oorsprong uit Mexico en de Verenigde Staten.

## Algemeen
De volwassen kever is 4 tot 7 mm lang en groen van kleur met donkere strepen over de rug. De kever verspreidt zich per jaar over een afstand van 40 tot 80 kilometer. De kever legt in de zomer zijn eitjes bij de wortels van maïsplanten. Wanneer de larven in het voorjaar uitkomen voeden ze zich uitsluitend met de wortels van de maïsplant. Andere gewassen worden niet aangetast. Deze trek in maïswortels maakt de kever zeer schadelijk voor de maïsbouw en bezorgt hem als quarantaineorganisme een plaatsje op de lijst van te bestrijden organismen. Een richtlijn van de Europese Unie verplicht de lidstaten om maatregelen te nemen ter bestrijding van het diertje. De belangrijkste maatregel bestaat uit gewasrotatie. Door op een perceel slechts één keer in de drie jaar maïs aan te planten kunnen de larven zich niet ontwikkelen.
In juli-augustus verschijnen de kevers, die zich voeden met stuifmeel, de maïspluim, maïskorrels en maïsbladeren.

## Verspreiding
In 1992 is de kever voor het eerst waargenomen rond het vliegveld in Belgrado. Sindsdien heeft de maïswortelkever zich verder verspreid binnen Servië en naar de omringende landen, zoals Kroatië, Hongarije, Roemenië en Oostenrijk. Ook zijn vondsten gedaan in Italië, Zwitserland, Frankrijk, Groot-Brittannië, België en Nederland. De Maïswortelkever is in Nederland in 2003 voor het eerst in de omgeving van Schiphol gesignaleerd. Daarna is de kever nog enkele malen in dezelfde omgeving voorgekomen. Ook in de omgeving van vliegveld Beek (Limburg) is een vondst gedaan. In 2005 zijn ook weer enkele vondsten gedaan. Er zijn nog geen larven gevonden, zodat de kans klein is dat de kever zich in Nederland al gevestigd heeft. Men probeert via strenge maatregelen, zoals chemische bestrijding en vruchtwisseling, te voorkomen dat de kever zich in Nederland vestigt.